# محمد صادق حسن
محمّد صادق حسن عوني أفندي (1886 - 1 يوليو 1967)؛ شاعر وكاتب عراقي. ولد في كركوك لعائلة تركمانية-عربية ودرس بها وتعلّم العربية والفارسية والتركية والكردية. انتمى إلى الكلية الحربية بأسطنبول وتخرج فيها برتبة ملازم ثان، ثم عين في الجيش العثماني وساهم في حروبٍ، وبانتهاء الحرب العالمية الأولي عيّن في التعليم وترك الوظيفة ليعمل في تدريس العلوم الدينية في جامع جانقاه. نظم شعر في التركية والفارسية والعربية، لكن جوّد في شعره التركماني أكثر من تجويده الشعر في اللغات الأخرى. نشر شعره في صدر حياته في جرائد العراقية وغيرها من صحف كركوك، من دوانينه المطبوعة خواطر الحرب العالمية (1925) وتأملاتي (1956) وأحاسيس الثاثرة (1964) وقدر ترجم العديد من قصائده إلى العربية. توفي في مسقط رأسه ودفن فيها.

## سيرته
ولد محمّد صادق حسن عوني في كركوك سنة 1886 م/ 1303 هـ لأب تركي وأم عربية كركوكية، توفي أبوه وهو صغير فنشأ يتيمًا. درس محمد صادق في المدارس الحكومية، ومال إلى قرض الشعر منذ الصبا. ونشبت الحرب العالمية الأولي سنة 1914 أصبح جندياً في الجيش العثماني وانتسب إلى المدرسة الحربية في حلب وتخرج فيها ضابطاً. وقد حارب قوات البريطانية في حرب حصار الكوت وجَرَح ثلاث مرات كما اشترك في حروب علي جبهة سورية. عاد إلى مسقط رأسه بعد أن وضعت الحرب أوزارها، فامتهن التعليم وقضي فيه عشر سنين، ثم أنصرف إلى الأدب وقرض الشعر وآثر العزلة والانزواء. توفي محمد صادق حسن في جامع الشيخ حسام الدين في كركوك في أول تموز سنة 1967 / 23 ربيع الأول 1387.

## شعره
نَظمَ محمد صادق في أغراض كثيرة واشتهر بالغزل والوطنية والرثاء والإلهيات. وفي حداثته أحب فتاة حباً عظيماً فلم يدم هذا الحب طويلاً لأن الفتاة توفيت صباها وتأثر بها.
كان ينظم باللغات التركية والعربية والكوردية والفارسية وقد يمزج بين هذه اللغات في قصيدة «ملعمة» واحدة. ونظم عدداً كبيراً من الرباعيات الجناسية المعروفة بـ«الخويرات». وشعره تقليديّ يردّد المعاني المصنوعة القديمة. وكان يزور بغداد بين حين وآخر ويلتقي بالرصافي والزهاوي وغيرهما.

## مؤلفاته
- يادگار سفر برّلك: خواطر الحرب العظمي، 1925.
- تأملاتي، 1956.
- گلستان كربلاء، 1925.
- عواطفي الجياشة: شعر تركي، 1964.

وله آثار مخطوطة منها مراثٍ وقصائد في الغزل والربيع، الخ.